# Musculus palmaris longus
De musculus palmaris longus of lange handpalmspier  is een kleine spier in de onderarm tussen de musculus flexor carpi radialis en de musculus flexor carpi ulnaris die bij ongeveer 14 procent van de mensen niet voorkomt. Het al dan niet aanwezig zijn lijkt niet van invloed op de grip van de hand.